# Élodie Guézou
Élodie Guézou (Caen, 1987) es una artista de circo, actriz, bailarina y cantante francesa.

## Trayectoria
Empezó a cantar en el grupo Kitoslev a los 19 años y posteriormente se formó como actriz en el Centre Méthod Acting Center. Desde entonces trabajó en vídeos musicales dirigidos por Matthias Castegnaro y Jamie Harley, películas, anuncios y obras de teatro. En 2011, realizó performances con Franck Olivas como Tercera Passacaille y Esencia de aliento. 
En 2012, completó su formación profesional como artista de circo en el Centro Regional de Artes del Circo de Lomme-Lille, como equilibrista de manos y contorsionista. A partir de este momento trabajó en compañías de circo, danza y teatro contemporáneo como artista escénica. Actuó en 2015, en Los pequeños asesinatos de Agatha Christie, episodio El caballo pálido como la contorsionista. Este año también participó en la ópera Dido y Eneas, dirigida por Julien Lubek y Cécile Roussat y con dirección musical de Vincent Dumestre.
En 2017, se convirtió en la directora artística de la compañía AMA, con la que desarrolló el proyecto Cadavre exquis,   un espectáculo en solitario para una intérprete y 12 directores basado en la técnica de cadáver exquisito. También ha interpretado varios papeles durante la gira del cuento musical Émilie Jolie de Philippe Chatel, dirigido por Laurent Serrano.  Grabó el álbum de Émilie Jolie en 2018 y cantó en los temas Le Racon Accompagneur, Le Petit Cailloux y Les baleines de parapluie.
En 2021, el canal ARTE grabó su performance de contorsionista Perspectives.   En 2024 creó el espectáculo (Dé)formation Professionnelle para mostrar su trayectoria como contorsionista.

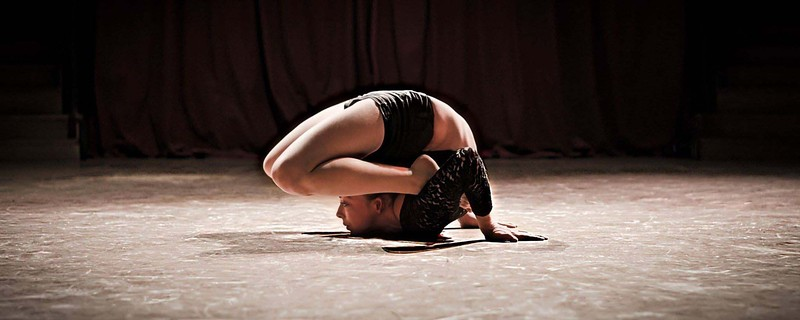
Éloide Guézou haciendo controsionismo

## Obra (selección)

### Teatro
- 2010: Romeo y Julieta en el West Side, dirigida por Marianne Jamet y Gilles Langlois: Juliette
- 2010: Nacimiento de Karen Brody: Nathalie
- 2014: Yo, Corinne Dadat, [11] dirigida por Mohamed El Khatib
- 2016: Wild Side Story, dirigida por Philippe Freslon: Juliette
- 2017: Fiesta de cóctel, dirigida por Alexandre Pavla

### Danza
- 2014: Mujer en construcción, coreógrafa de Lisie Philip
- 2016: La Radieuse, coreógrafa de Ali Salmi
- 2016: En Arbor, danza vertical en los árboles, por el Colectivo No Identificado

### Circo
- 2013: Solos, de Élodie Guézou y Éloïse Rignon
- 2014: V850, dirigida por Christophe Chatelain y Sylvie Faivre
- 2015: Ataque artístico del Colectivo No Identificado, performance callejera de Élodie Guézou

### Cortometrajes
- 2016: Una nariz roja para Marianne, de Olivier Mathieu: Marianne
- 2012: El reloj de arena, de Quentin Caffier: payaso
- 2011: Amor Amor, de Augustin Bayle: Sharon
- 2010: El loco, el bello y el bruto, de Akaum Erechssubed: la Belleza
- 2010: El ídolo eterno, de Antonio Amaral: Rosa
- 2009: Camille-Redemption, de Frédéric Bouffety y Erick Serdinoff: Camille
- 2009: Mis queridos estudios, de Matthias Castegnaro: Laura

### Discografía
- 2008: Todos estamos conectados (1 versión): Kitoslev
- 2010: Winterz, [12] en dueto con Esarc (BAGI) en Split Together